# Place d'Armes (Monaco)
Pour les articles homonymes, voir Place d'Armes.
 (août 2025).
La place d'Armes est une voie située à Monaco. Partageant une position entre les quartiers de la Condamine et de Monaco-Ville, elle est un lieu central dans la vie monégasque.

## Situation et accès
La voie est située au sud du quartier de la Condamine, en contrebas du Rocher. Plus largement, elle se trouve au sud du territoire de la principauté de Monaco.

## Histoire
Connue pour son marché installé depuis 1880, la place d'Armes passa d'un environnement de jardins à un rôle d'articulation entre le Rocher, la route de la Turbie et la route de Nice. Monaco Tribune Au XXe siècle, avec l'urbanisation progressive de la Condamine (érigée par la constitution de 1911 en l'une des trois communes de la Principauté), la place devint un espace de transition doté d'un arrêt de tramway puis d'autobus, et d'un parking le long des arcades. Elle devient également un lieu d'activité politique comme en témoigne le déroulement d'une manifestation en soutien à Charlie Hedbo le 8 janvier 2015.